# Milczanie

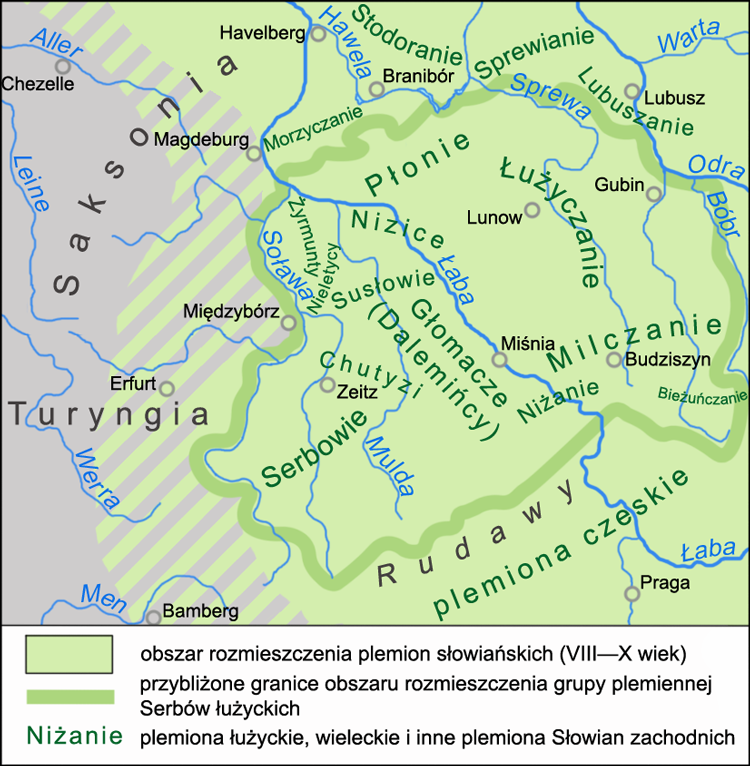
Związek plemion serbskich w okresie od VIII do X wieku

Milczanie – plemię słowiańskie zamieszkałe w dorzeczu górnego biegu Czarnej Elstery, Sprewy i Nysy Łużyckiej.
Etymolodzy wywodzą nazwę plemienia od nazwy żyznych gleb wokół górnej Sprewy, nazywanych po łużycku měl’ (grunt lessowy). Plemię Milczan należało do różnorodnej mozaiki plemion serbskołużyckich i jest ono przodkiem Górnołużyczan. Przypuszczalnie u schyłku IX lub w X wieku wchłonięci zostali przez nich Bieżuczanie.
Głównymi ich grodami Milczan były gród Busnic na górze Landeskrone w Görlitz-Biesnitz, Zgorzelec, Ortenburg w Budziszynie, Ostro, Göda (Godobi) pod Budziszynem, Trebista, Ostrusna pod Ostriz (Blumberg/Bratkowo), Gau Milsca. Według noty Geografa Bawarskiego Milczanie posiadali w IX wieku 30 grodów (Milzane civitates XXX).
Do 1031 roku ich ziemie były przedmiotem sporów między niemieckimi, czeskimi i polskimi władcami. Plemię Milczan utraciło swoją polityczną suwerenność w 932 roku, gdy podbił je król niemiecki Henryk I i zostało zmuszone do składania mu danin. W latach 965–975 jeden z książąt Milczan Dobromir (Dobremirus) był żonaty z córką saskiego hrabiego, a jego córka Emnilda została później żoną Bolesława Chrobrego. W 971 roku król niemiecki Otton I wprowadził nową organizację okręgów grodowych na terenie kraju Milczan. W 983 roku kraj Milczan został objęty najazdem w trakcie powstania Luciców. W 1002 roku gród Ortenburg (Budisin) zdobyły polskie oddziały Bolesława Chrobrego. W lecie 1015 podległy Polakom gród na Landeskrone w Görlitz został zdobyty przez cesarza Henryka II. W 1018 roku w pokoju w Budziszynie Milsko przypadło Polsce. W 1031 roku na skutek przegranej wojny z Niemcami, król Polski Mieszko II musiał w pokoju w Merseburgu zgodzić się na odstąpienie Milska cesarzowi Konradowi II, która stała się częścią Marchii Miśnieńskiej. Marchia ta wraz z Milskiem stała się lennem księcia czeskiego Wratysława w 1075 roku. W 1085 roku Wratysław przekazał Milsko jako posag jednemu z margrabióww, jednak po wymarciu jego rodziny powróciły we władanie czeskie w 1135 roku. Milczanie nie pojawiają się już więcej w historii i pozostało po nich tylko określenie ich kraju jako Milsca lub Milesco, które pojawia się po raz ostatni w 1131 roku w związku z wzniesieniem lub przebudową grodu w Görlitz przez czeskiego księcia Sobiesława I (w miejscu grodu Yzhorelik). Najpóźniej w 1158 roku terra Budissin znalazła się całkowicie w rękach czeskich. Niemieccy osadnicy na tereny Milska zaczęli przybywać około 1200 roku. W 1243 margrabia brandenburski Otton III otrzymał Milsko jako posag księżniczki Beatrycze, córki króla czeskiego Wacława I. W 1319 król czeski Jan Luksemburski zajął zachodnią część Milska, a wschodnią ze Zgorzelcem, Żytawą i Lubaniem przejął książę jaworski Henryk z dynastii Piastów. Milsko (Górne Łużyce) pozostała w większości pod kontrolą czeską do 1635 roku.
Od początku XV wieku kraj Milczan, czyli Milsko określany jest jako Łużyce Górne.